# Fasciosminthurus sauteri
Fasciosminthurus sauteri is een springstaartensoort uit de familie van de Bourletiellidae. De wetenschappelijke naam van de soort is voor het eerst geldig gepubliceerd in 1990 door Nayrolles & Lienhard.